# Řehoř Theny
Řehoř Antonín Theny, též Thény, můžeme se setkat i s podobou jména Deni, Deny, Theni, Thein nebo Theyn (12. března 1695, Burgeis u Ötzu, Tyrolsko – 5. května 1759, Jaroměř) byl sochař, řezbář a jeden z žáků Matyáše Bernarda Brauna.

## Rodina
Rodina Thenyů byla řezbářská rodina z Burgeis v Tyrolsku. Schopnější příslušníci tohoto rodu se vydávali na zkušenou do různých dílen a poté hledali obživu a slávu na severu – především ve Vídni. Lze tedy předpokládat, že Theny udržoval s Vídní styky i po svém usazení v Čechách, neboť zde zůstali někteří z jeho příbuzných.
Jako nejstarší je znám Christian Theny (1669–1712), jenž se usadil právě ve Vídni a získal titul císařského dvorního sochaře. Dalším z Thenyů usazených ve Vídni byl Ignác Theny. Mimo jiné získával zakázky na dolnorakouském venkově. V souvislosti s Řehořem však bývá nejčastěji zmiňován Jan Theny (narozen 4. března 1695 v Burgeis). Byl dokonce některými autory mylně považován za Řehořova bratra. To však není vzhledem k datu jejich narození možné (Řehoř se narodil osm dní po Janovi). Je však možné, že společně cestovali.
Přítomnost Řehoře Thenyho v Čechách dokládá až zápis o jeho sňatku v jaroměřské matrice ze dne 21. října 1728. Jeho první ženou se stala Marie Klára Andreidesová. Sňatkem získal hmotné zabezpečení, odešel z Braunovy dílny a začal pracovat samostatně. Zanedlouho poté se na pozvání tehdejšího opata Václava Vejmluvy stěhuje do Žďáru nad Sázavou. Přestěhoval se sem se svou ženou pravděpodobně na jaře roku 1729. Dne 12. října 1730 pokřtil prvního syna – dal mu jméno Václav Řehoř, na počest již zmíněného opata Vejmluvy. Thenyho žena však po vážné nemoci záhy zemřela a 30. září 1730 byla pohřbena v konventním chrámu ve Žďáře. Dne 28. ledna 1732 se Theny podruhé oženil, s Marií Evou. Svatba se konala v Praze, čímž Theny s Prahou obnovil dřívější styky (ačkoli stále bydlel ve Žďáře).
Dne 23. května 1733 pochoval druhorozeného syna Matyáše Jiřího (pohřben v kostele sv. Markéty ve Žďáře), další rána přišla o tři roky později, kdy zemřel i tehdy šestiletý Václav Řehoř. Mezi lety 1737–1754 nejsou o přítomnosti Thenyho ve Žďáře už žádné zprávy. Po smrti opata Vejmluvy v roce 1738 se nejspíš odstěhoval zpět do Jaroměře. Roku 1759 zemřel totiž právě v Jaroměři, kde byl pochován do krypty pod věží děkanského chrámu.

## Dílo
Pravděpodobně po roce 1715 se Theny dostal do dílny významného sochaře Matyáše Bernarda Brauna, kde pracoval například společně s Dominikem Braunem a dalšími, jménem neznámými tovaryši a učni.
V letech 1729–1738 vedl Theny klášterní sochařskou dílnu ve Žďáře nad Sázavou. Tato dílna se uplatnila vedle Rohrbacha a Čechpauera už v exteriéru kostela na Zelené hoře. Činnost tohoto klášterního ateliéru vyvrcholila v řezbách hlavního oltáře konventního kostela (1734–1735). Po smrti opata Vejmluvy 17. března 1738 Thenyho dílna zanikla a opatovu nástupci Bernardu Hennetovi se ji podařilo obnovit až v 50. letech 18. století.
Theny do té doby pracoval v Kladrubech, Praze a v okolí Jaroměře.
Dílo Řehoře Thenyho je však velmi těžko uchopitelné a rozeznáváme jej jen v hrubých obrysech. Přestože literatura mu připisovala velký počet děl vzniklých na Moravě (Žďársko, okolí Moravské Třebové), je třeba jeho díla omezit pouze na Žďár nad Sázavou a bezprostřední okolí.
Thenyho počátky lze vytušit už v pozdější práci Matyáše Bernarda Brauna po roce 1720, ale snad už i v Mladé Boleslavi a jinde. Theny, ač ještě sleduje kompozičně i výrazově Braunův odkaz, se snaží o tvarově ladné figury bez vášnivého expresivního patosu.

## Práce
- Mariánský památník v Jaroměři (1723–1727)

Braun pravděpodobně dodal roku 1723 pouze model.
Můžeme rozeznat zásahy Thenyho a dalších Braunových tovaryšů.
- Klášterní kostel v Kladrubech (1726–1728)

Tato výzdoba došla svého vyvrcholení v Santiniovském hlavním oltáři a v sochách chórových lavic.
- Kostel sv. Jana Nepomuckého na Zelené hoře ve Žďáru nad Sázavou (1729–1730)

Sochy alegorií a puttů na exteriérových kaplích areálu (dochovány pouze 3, dnes kopie).
Reliéfy na nosítkách.
- Konventní chrám ve Žďáře nad Sázavou

Oltář Zvěstování (1731–1733)
Plastická výzdoba z protilehlých oltářů.
Theny údajně do sochy evangelisty Lukáše ukryl vlastní podobiznu.
Plastická výzdoba hlavního oltáře (1734–1735)
Práce klášterního ateliéru.
Sochy sv. Mikuláše, sv. Markéty, sv. Benedikta, sv. Bernarda.
- Kostel Navštívení panny Marie, Obyčtov

Postava cheruba na hlavním oltáři (1736).
Pravděpodobně je Theny autorem i reliéfů na kazatelně (1729–1730), která sem byla přenesena roku 1784 z poutního kostela sv. Jana Nepomuckého na Zelené hoře.
- Kostel sv. Klimenta v Praze (1717–1721)

Klasicizující sochy v tumbách bočních oltářů.
- Kostel sv. Ondřeje v Pohledě (1730–1740)

Řezbářská výzdoba hlavního oltáře.
- Kostel sv. Jana Křtitele ve Dvoře Králové (kol.1732)

Dva andělé na hlavním oltáři.
zmiňuje kunsthistorik prof. PhDr Ivo Kořán.
- Zámecká kaple sv. Anny v Budišově (kol. 1720)

Cherubové na oltáři připomínající žďárské.
O tomto díle se však zmiňuje pouze V. Němeček v knize Za uměním Vysočiny.